# Saison 1948-1949 de la LAH
Saison précédente Saison suivante
La saison 1948-1949 de la Ligue américaine de hockey est la 13e saison de la ligue. Onze équipes réparties en deux divisions jouent chacune 68 matchs. Les Reds de Providence remportent leur 3e coupe Calder.
Le trophée Wally Kilrea est renommé trophée Carl-Liscombe du nom du premier joueur l'ayant emporté en 1948. En effet, Carl Liscombe, avec 118 points, bat en 1947-1948 le record de points détenu alors par Wally Kilrea avec 99.

## Saison régulière

### Classement
| Clt   | Équipe                  | PJ | V   | D  | N | BP  | BC  | Pts |
| ----- | ----------------------- | -- | --- | -- | - | --- | --- | --- |
| +001, | Reds de Providence      | 68 | 44  | 18 | 6 | 347 | 219 | 94  |
| +002, | Bears de Hershey        | 68 | 228 | 35 | 5 | 256 | 261 | 61  |
| +003, | Indians de Springfield  | 68 | 22  | 37 | 9 | 240 | 276 | 53  |
| +004, | Ramblers de New Haven   | 68 | 20  | 40 | 8 | 223 | 286 | 48  |
| +005, | Rockets de Philadelphie | 68 | 15  | 48 | 5 | 230 | 407 | 35  |
| +006, | Lions de Washington     | 68 | 11  | 53 | 4 | 179 | 401 | 26  |

| Clt   | Équipe                  | PJ | V  | D  | N  | BP  | BC  | Pts |
| ----- | ----------------------- | -- | -- | -- | -- | --- | --- | --- |
| +001, | Flyers de Saint-Louis   | 68 | 41 | 18 | 9  | 294 | 192 | 91  |
| +002, | Capitals d'Indianapolis | 68 | 39 | 17 | 12 | 288 | 209 | 90  |
| +003, | Barons de Cleveland     | 68 | 41 | 21 | 6  | 286 | 451 | 88  |
| +004, | Hornets de Pittsburgh   | 68 | 39 | 19 | 10 | 301 | 175 | 88  |
| +005, | Bisons de Buffalo       | 68 | 33 | 27 | 8  | 246 | 213 | 74  |

- En gras, qualifié pour les séries

### Meilleurs pointeurs
| Joueur          | Équipe                  | PJ | B  | A  | Pts | Pun |
| --------------- | ----------------------- | -- | -- | -- | --- | --- |
| Sid Smith       | Hornets de Pittsburgh   | 68 | 55 | 57 | 112 | 4   |
| Carl Liscombe   | Reds de Providence      | 68 | 55 | 47 | 102 | 2   |
| Roger Bédard    | Reds de Providence      | 67 | 29 | 61 | 90  | 45  |
| Harvey Fraser   | Reds de Providence      | 68 | 34 | 55 | 89  | 16  |
| Paul Gladu      | Flyers de Saint-Louis   | 67 | 51 | 34 | 85  | 28  |
| Murdo MacKay    | Bisons de Buffalo       | 68 | 32 | 52 | 84  | 20  |
| Fredrick Glover | Capitals d'Indianapolis | 68 | 35 | 48 | 83  | 59  |
| Jackie Hamilton | Reds de Providence      | 59 | 26 | 54 | 80  | 32  |
| Phil Maloney    | Bears de Hershey        | 64 | 29 | 50 | 79  | 21  |
| Pete Leswick    | Barons de Cleveland     | 68 | 44 | 35 | 79  | 10  |

## Séries éliminatoires
Les trois premiers de chaque division sont qualifiés. Les matchs des séries sont organisés ainsi :
- Les vainqueurs de chaque division s'affrontent au meilleur des sept matchs, le vainqueur accède directement à la finale.
- Les deuxièmes de chaque division s'affrontent au meilleur des trois matchs, les troisièmes font de même. Les vainqueurs s'affrontent au meilleur des trois matchs. Le vainqueur accède à la finale.
- La finale se joue au meilleur des sept matchs[2].

### Tableau
|  | Tour préliminaire | Tour préliminaire | Tour préliminaire | Tour préliminaire |            |         | Demi-finales | Demi-finales | Demi-finales | Demi-finales |  |  | Finale | Finale | Finale | Finale |
|  |                   |                   |                   |                   |            |         |              |              |              |              |  |  |        |        |        |        |
|  |                   |                   |                   |                   |            |         |              |              |              |              |  |  |        |        |        |        |
|  |                   |                   |                   |                   |            |         |              |              |              |              |  |  |        |        |        |        |
|  | Providence        | Providence        | 4                 | 4                 |            |         |              |              |              |              |  |  |        |        |        |        |
|  | Providence        | Providence        | 4                 | 4                 |            |         |              |              |              |              |  |  |        |        |        |        |
|  | Saint-Louis       | Saint-Louis       | 3                 | 3                 |            |         |              |              |              |              |  |  |        |        |        |        |
|  | Saint-Louis       | Saint-Louis       | 3                 | 3                 | Providence |         |              |              |              |              |  |  |        |        |        |        |
|  |                   |                   |                   |                   |            |         |              |              |              |              |  |  |        |        |        |        |
|  |                   |                   | Laissez-passer    |                   |            |         |              |              |              |              |  |  |        |        |        |        |
|  |                   |                   |                   |                   |            |         |              |              |              |              |  |  |        |        |        |        |
|  |                   |                   |                   |                   |            |         |              |              |              |              |  |  |        |        |        |        |
|  |                   |                   |                   |                   |            |         |              |              |              |              |  |  |        |        |        |        |
|  | Providence        | Providence        | 4                 | 4                 |            |         |              |              |              |              |  |  |        |        |        |        |
|  | Providence        | Providence        | 4                 | 4                 |            |         |              |              |              |              |  |  |        |        |        |        |
|  |                   |                   | Hershey           | Hershey           | 3          | 3       |              |              |              |              |  |  |        |        |        |        |
|  | Hershey           | Hershey           | Hershey           | Hershey           | 3          | 3       | 2            | 2            |              |              |  |  |        |        |        |        |
|  | Hershey           | Hershey           |                   |                   |            |         |              |              |              |              |  |  |        |        |        |        |
|  | Indianapolis      | Indianapolis      | 0                 | 0                 |            |         |              |              |              |              |  |  |        |        |        |        |
|  | Indianapolis      | Indianapolis      | 0                 | 0                 | Hershey    | Hershey | 2            | 2            |              |              |  |  |        |        |        |        |
|  |                   |                   |                   |                   | Hershey    | Hershey | 2            | 2            |              |              |  |  |        |        |        |        |
|  |                   |                   | Cleveland         | Cleveland         | 0          | 0       |              |              |              |              |  |  |        |        |        |        |
|  | Springfield       | Springfield       | Cleveland         | Cleveland         | 0          | 0       | 1            | 1            |              |              |  |  |        |        |        |        |
|  | Springfield       | Springfield       |                   |                   |            |         |              | 1            |              |              |  |  |        |        |        |        |
|  | Cleveland         | Cleveland         | 2                 | 2                 |            |         |              |              |              |              |  |  |        |        |        |        |
|  | Cleveland         | Cleveland         | 2                 | 2                 |            |         |              |              |              |              |  |  |        |        |        |        |
|  |                   |                   |                   |                   |            |         |              |              |              |              |  |  |        |        |        |        |

## Trophées

### Trophées collectifs
| Coupe Calder : Vainqueurs des séries                         | Reds de Providence    |
| Trophée F.-G.-« Teddy »-Oke : Champions de la division Ouest | Flyers de Saint-Louis |

### Trophées individuels
| Trophée Les-Cunningham : Meilleur joueur de la saison                                 | Carl Liscombe (Reds de Providence)      |
| Trophée Carl Liscombe : Meilleur pointeur                                             | Sid Smith (Hornets de Pittsburgh)       |
| Trophée Dudley-« Red »-Garrett : Meilleure recrue                                     | Terry Sawchuk (Capitals d'Indianapolis) |
| Trophée Harry-« Hap »-Holmes : Gardien ayant la plus petite moyenne de buts encaissés | Aldege Bastien (Hornets de Pittsburgh)  |